# Filzip
Filzip é um programa compactador de arquivos gratuito para a plataforma Microsoft Windows. Foi escrito por Philipp Engel. Embora gratuito, o desenvolvedor solicita doações para ajudar no custo do desenvolvimento e recompensa por seu trabalho. Nenhuma nova versão foi lançada desde a versão 3.0.6. (desde 19 de julho de 2006). O Filzip compacta e extrai arquivos de pacotes de diversos formatos, entre eles ZIP, ARJ, ACE, CAB, JAR, ARC, RAR, TAR e LHA.
WinZip, WinRAR e FilZip possuem a mesma taxa de compactação do formato ZIP.